# Juan Dinenno
Juan Ignacio Dinenno De Cara, né le 28 août 1994 à Rosario, est un footballeur argentin qui évolue au poste d'avant-centre au sein du Cruzeiro EC en première division brésilienne.

## Biographie

### Carrière en club
Formé au Racing Club, Juan Dinenno est prêté dans différentes équipes du continent sud-américain. Il s'affirme notamment dans le championnat équatorien au sein de grands clubs nationaux comme le Barcelona SC, avant de devenir une des principales attractions du championnat colombien avec le Deportivo Cali.
Élément central du club colombien, le Deportivo achète d'ailleurs les 50 % des droits du joueur en option du prêt du Racing, il est néanmoins annoncé sur le départ, des grands clubs comme le São Paulo FC manifestant leur intérêt.